# Былачение
Былаче́ние (кашуб. bëlaczenié, пол. bylaczenie) — фонетическое явление в кашубском языке, распространённое в говорах Севернокашубского диалекта и отсутствующее в литературном языке кашубов. Былачение заключается в переходе звука ł в l. Общекашубские béł, bëła, или польские był, była,
произносятся как bél, bëla (произношение l на месте ṷ в этих словах дало название всему языковому явлению).

## География былачения
Переход ł в l характеризует в настоящее время говоры северо-восточной части территории распространения кашубского языка, которые в классификации Ф. Лоренца объединены в группу Быляцких говоров (пол. gwary bylackie) в составе Севернопоморского диалекта (по его терминологии). В эту группу включены говоры Пуцкого повята: Ястарнинский, Кузвельдский и Халупский на Хельской косе, Сважевско-Стшелинский (к северу от Пуцка до Владыславово), Пуцкий Городской (в предместье Пуцка и в городе), Стажинско-Меховский (к западу от Пуцка в Стажино, Мехово, Полчино и др.) и Оксивский (на побережье к северу от Гдыни). Переход ł в l был известен также вымершим словинским говорам.
В других говорах кашубского языка (люзинско-вейхеровских и некоторых других в составе севернокашубского диалекта, в говорах центральнокашубского и южнокашубского диалектов), а также в польском языке, произошёл переход переднеязычного ł в губно-губной u̯ (wałczenie). Переход ł в u̯ является одним из основных изменений, характеризующих фонетический строй среднепольского языка (произошёл на рубеже XVI — XVII вв.), он представлен как в современном польском литературном языке, так и в большинстве его диалектов (за исключением некоторых периферийных).

## Параллели в других славянских языках
За пределами кашубского языка переход ł в l характерен для чешского языка, переход ł в l во всех позициях, кроме конца слова и слога, где ł переходит в u̯ известен в некоторых говорах Вологодской группы севернорусского наречия (харовских, великоустюгских), а также в словенском языке.

## Изучение
Впервые данное явление упоминается А. Ф. Гильфердингом (1856) при описании им говоров словинцев. Лингвисты по-разному смотрят на происхождение былачения, предполагается как его раннее происхождение как сохранившегося архаичного явления (К. Дейна), так и позднее происхождение: как следствие внутреннего развития кашубской системы консонантизма (З. Тополинская), или как влияние на кашубские говоры немецкого языка (З. Штибер).

## Субэтническая группа быляков
Переход ł в l как языковая особенность, ярко окрашивающая и выделяющая речь носителей Быляцких говоров среди других, послужила формированию локальной группы среди кашубов и появлению субэтнонима быляки (кашуб. bëlôcë, bëlôki, пол. bylak - bylacy), который был дан им их соседями.